# Liliana Aguirre Pérez
Liliana Aguirre Pérez es una deportista mexicana que compitió en taekwondo. Ganó una medalla en los Juegos Panamericanos de 1995 y dos medallas en el Campeonato Panamericano de Taekwondo, en los años 1994 y 1996.

## Palmarés internacional
| Juegos Panamericanos    | Juegos Panamericanos      | Juegos Panamericanos | Juegos Panamericanos |
| Año                     | Lugar                     | Medalla              | Categoría            |
| ----------------------- | ------------------------- | -------------------- | -------------------- |
| 1995                    | Mar del Plata (Argentina) | Medalla de oro       | –43 kg               |
| Campeonato Panamericano |                           |                      |                      |
| Año                     | Lugar                     | Medalla              | Categoría            |
| 1994                    | Heredia (Costa Rica)      | Medalla de plata     | –43 kg               |
| 1996                    | La Habana (Cuba)          | Medalla de oro       | –43 kg               |